# شجاع (آلبوم جنیفر لوپز)
شجاع آلبومی از هنرمند اهل ایالات متحده آمریکا جنیفر لوپز است که در ۴ اکتبر ۲۰۰۷ منتشر شد.